# La cordillera (película de 2017)
La cordillera es una película argentina dramática y de suspenso de 2017 coescrita y dirigida por Santiago Mitre. La película está protagonizada por Ricardo Darín, Dolores Fonzi, Érica Rivas, Gerardo Romano, Paulina García, Alfredo Castro, Daniel Giménez Cacho, Elena Anaya, Leonardo Franco y Christian Slater.
La película tuvo su estreno mundial en el Festival de Cannes 2017 en la sección oficial Un Certain Regard. Es la cuarta película argentina más taquillera de 2017 y consiguió un total de 654.137 espectadores.

## Sinopsis
En una cumbre de presidentes latinoamericanos en Chile, donde se trazan las estrategias geopolíticas y las alianzas, Hernán Blanco, el presidente de Argentina, atraviesa un drama político y familiar. Está implicado en un caso de corrupción a través de su yerno. A pedido de su padre, Marina Blanco asiste a la cumbre para buscar protección, ganar tiempo y negociar una salida. El pasado, alguna vez tranquilo y doméstico, se transforma en un elemento peligroso cuando es visto desde la cima de la vida pública, visto desde la cumbre.

## Reparto
- Ricardo Darín como Hernán Blanco, presidente de Argentina.
- Erica Rivas como Luisa Cordero, asistente personal de Blanco.
- Dolores Fonzi como Marina Blanco, hija del presidente.
- Paulina García como Paula Scherson, presidente de Chile.
- Daniel Giménez Cacho como Sebastián Sastre, presidente de México.
- Elena Anaya como Claudia Klein, periodista que trata la cumbre.
- Alfredo Castro como Desiderio García, psicólogo hipnotista.
- Gerardo Romano como Castex, jefe de gabinete de ministros.
- Christian Slater como Dereck Mc Kinley, representante gubernamental de EE. UU.
- Gabriela Pastor como Natalia, secretaria y amante del presidente de Argentina.
- Hernán Romero como presidente de Perú.
- Rafael Alfaro como Preysler, presidente de Paraguay.
- Leonardo Franco como presidente de Brasil.
- Héctor Monteiro como presidente de Colombia.
- Manuel Trotta como Yhon.
- Hernán Silvestre como Piloto.

## Producción
La película está producida por K&S Films y la productora del director Santiago Mitre, La Unión de los Ríos; ambas productoras de origen argentino. A su vez está coproducida por la francesa Maneki Films, habitual en las películas del cineasta, y por la española Mod Producciones.

### Rodaje
La filmación se llevó a cabo durante ocho semanas en locaciones de Argentina (Buenos Aires y Bariloche) y Chile (Santiago y Valle Nevado), además de la Cordillera de los Andes donde se realizó la cumbre de presidentes. Durante el proceso de rodaje, Mitre contó con el respaldo de un destacado equipo técnico integrado por más de cien especialistas de Argentina y Chile, entre ellos el director de fotografía Javier Juliá, reconocido por su contribución en Relatos salvajes y El último Elvis (trabajos por los que el especialista ganó numerosos premios). Sebastián Orgambide estuvo a cargo de la dirección de arte luego de su reconocida labor en El clan. A ellos se sumó la vestuarista española Sonia Grande, colaboradora habitual de Woody Allen, es una de sus mejores obras, entre otros directores de renombre del cine español.

## Tráiler
El 18 de abril se lanzó el primer adelanto o tráiler de la película confirmando que la fecha de estreno en Argentina sería el 17 de agosto, según lo que reporta la productora K&S Films.

## Estreno
| Fechas de estreno |           |                  |       |
| Año               | País      | Fecha            | Ref.  |
| 2017              | Argentina | 17 de agosto     | [ 8 ] |
| 2017              | España    | 29 de septiembre | [ 9 ] |
| 2017              | Brasil    | 24 de agosto     |       |
| 2017              | Uruguay   | 12 de octubre    |       |

## Home Video
SBP Worldwide y Warner Bros Home Entertainment editaron y distribuyeron la película en DVD en diciembre del 2017, para su venta en tiendas físicas. Incluye audio español 2.0 y 5.1 y trae galería de fotos de la película.

## Premios y nominaciones

### Participación en festivales de cine
| Festival                     | Fecha de evento                        | Categoría                 | Premio             |        |
| ---------------------------- | -------------------------------------- | ------------------------- | ------------------ | ------ |
| Festival de Cannes           | 17 al 28 de mayo de 2017               | Un Certain Regard         | Nominado           | [ 6 ]  |
| Festival de San Sebastián    | 22 al 30 de septiembre de 2017         | Presentación Especial     | Sólo participación | [ 10 ] |
| Festival de Santiago         | 20 al 27 de agosto de 2017             | Presentación Especial     | Sólo participación | [ 11 ] |
| Festival de Toronto          | 7 al 17 de septiembre                  | Contemporary World Cinema | Nominado           | [ 12 ] |
| Festival Latin Beat de Tokio | 5 de octubre al 5 de noviembre de 2017 | Mejor actor               | Ganador            | [ 13 ] |
| Festival de Varsovia         | 13 al 22 de octubre de 2017            | Participación             | Nominado           | [ 14 ] |

### Premios Platino
| Año  | Categoría                          | Candidato                           | Resultado |
| ---- | ---------------------------------- | ----------------------------------- | --------- |
| 2018 | Película Iberoamericana de Ficción | La Cordillera                       | Nominado  |
| 2018 | Fotografía                         | Javier Juliá                        | Nominado  |
| 2018 | Dirección de Arte                  | Micaela Saiegh, Sebastián Orgambide | Nominado  |
| 2018 | Música Original                    | Alberto Iglesias                    | Ganador   |

### Premios Sur
Dichos premios fueron entregados por la Academia de las Artes y Ciencias Cinematográficas de la Argentina en Septiembre de 2018.
| Año  | Categoría                          | Candidato                            | Resultado |
| ---- | ---------------------------------- | ------------------------------------ | --------- |
| 2017 | Mejor película                     | La cordillera                        | Nominado  |
| 2017 | Mejor director                     | Santiago Mitre                       | Nominado  |
| 2017 | Mejor actor                        | Ricardo Darín                        | Nominado  |
| 2017 | Mejor actriz                       | Dolores Fonzi                        | Nominada  |
| 2017 | Mejor actor de reparto             | Gerardo Romano                       | Nominado  |
| 2017 | Mejor montaje                      | Nicolás Goldbart                     | Nominado  |
| 2017 | Mejor dirección de arte            | Sebastián Orgambide Micaela Saiegh   | Nominada  |
| 2017 | Mejor diseño de vestuario          | Sonia Grande                         | Nominada  |
| 2017 | Mejor sonido                       | Federico Esquerro Santiago Fumagalli | Nominado  |
| 2017 | Mejor música original              | Alberto Iglesias                     | Nominado  |
| 2017 | Mejor maquillaje y caracterización | Marisa Amenta Alberto Moccia         | Nominada  |

### Premios Fénix
| Año  | Categoría                  | Candidato                            | Resultado | Ref.          |
| ---- | -------------------------- | ------------------------------------ | --------- | ------------- |
| 2017 | Mejor actor                | Ricardo Darín                        | Nominado  | [ 16 ] [ 17 ] |
| 2017 | Mejor Diseño de Producción | Sebastián Orgambide y Micaela Saiegh | Nominado  | [ 16 ] [ 17 ] |
| 2017 | Mejor fotografía           | Javier Juliá                         | Nominado  | [ 16 ] [ 17 ] |
| 2017 | Mejor música original      | Alberto Iglesias                     | Nominado  | [ 16 ] [ 17 ] |
| 2017 | Mejor sonido               | Santiago Fumagalli Federico Esquerro | Nominado  | [ 16 ] [ 17 ] |

### Premios Cóndor de Plata
Dichos premios fueron entregados por la Asociación de Cronistas Cinematográficos de la Argentina en  2018.
| Año  | Categoría                          | Candidato                                   | Resultado |
| ---- | ---------------------------------- | ------------------------------------------- | --------- |
| 2018 | Mejor Actriz de Reparto            | Érica Rivas                                 | Ganadora  |
| 2018 | Mejor Actor de Reparto             | Gerardo Romano                              | Nominado  |
| 2018 | Mejor Maquillaje y Caracterización | Marisa Amenta Néstor Burgos Angela Garacija | Nominada  |